# Stupkî, Orativ
Stupkî (în ucraineană Ступки) este un sat în comuna Balabanivka din raionul Orativ, regiunea Vinnița, Ucraina.

## Demografie
Componența lingvistică a localității Stupkî
     Ucraineană (96,61%)
     Rusă (3,39%)
Conform recensământului din 2001, majoritatea populației localității Stupkî era vorbitoare de ucraineană (96,61%), existând în minoritate și vorbitori de rusă (3,39%).